# Dorothy Lee
Dorothy Lee (23 de mayo de 1911-24 de junio de 1999) fue una actriz y comediante cinematográfica estadounidense que trabajó en la década de 1930, siendo conocida sobre todo por su participación en filmes del dúo cómico formado por Bert Wheeler y Robert Woolsey.

## Biografía
Su verdadero nombre era Marjorie Elizabeth Millsap, y nació en Los Ángeles, California. En 1929, tras graduarse en la high school, empezó a buscar trabajo como actriz, consiguiendo sus primeras interpretaciones en el teatro en Nueva York. A los 18 años de edad firmó un contrato con RKO Pictures, y empezó a trabajar con Wheeler y Woolsey, identificándose de tal manera con los comediantes, que raramente actuó sin ellos.
Dejó la serie temporalmente cuando el productor David O. Selznick manipuló su interpretación en Girl Crazy. Volvió cuando el sucesor de Selznick, Mark Sandrich, la eligió para actuar en dos títulos en 1934, ambos con buena acogida. RKO después la reemplazó con Mary Carlisle y, más adelante, con Betty Grable, pero volvió en 1935 para dos últimas interpretaciones.
A principios de 1940, tras fallecer Robert Woolsey, Bert Wheeler luchaba para salir adelante como actor en solitario y pidió a Dorothy Lee que le acompañara para hacer una gira de vodevil, a lo cual ella accedió, interrumpiendo su vida privada a fin de ayudar a un viejo amigo.
Dorothy Lee se casó en seis ocasiones, una de ellas con el cronista de sociedad de Hollywood Jimmy Fidler. Con su quinto marido tuvo cuatro hijos. Lee falleció en 1999 en San Diego (California), a causa de un fallo respiratorio. Tenía 88 años de edad. 
Está enterrada en el cementerio Forest Lawn Memorial Park (Hollywood Hills) de Long Beach (California).

## Filmografía parcial
- Syncopation (1929)
- Rio Rita (1929)
- The Cuckoos (1930)
- Dixiana (1930)
- Half Shot at Sunrise (1930)
- Hook, Line and Sinker (1930)
- Cracked Nuts (1931)
- Caught Plastered (1931)
- The Stolen Jools (1931, cameo, corto)
- Girl Crazy (1932)
- A Preferred List (1933, primer papel, corto)
- Hips, Hips, Hooray! (1934)
- School for Girls (1934)
- Cockeyed Cavaliers (1934)
- The Rainmakers (1935)
- Silly Billies (1936)